# Chlorophorus scriptus
Chlorophorus scriptus là một loài bọ cánh cứng trong họ Cerambycidae.